# 四書
四書（ししょ）は、儒教の経書のうち『論語』『大学』『中庸』『孟子』の4つの書物を総称したもの。四子（しし）・四子書（しししょ）、学庸論孟（がくようろんもう）とも言われる。

## 概説
南宋の儒学者の朱熹は、「五経」への階梯として孔子に始まり孟子へと続く道が伝えられていると考えた。朱熹は『論語』は孔子、『大学』は曾子、『中庸』は子思、『孟子』は孟子のそれぞれの思想を伝える重要な書物とみなし、これを「五経」に先んじて読むべきとした。この4つの書物を、孔子・曾子・子思・孟子（略して孔曾思孟）に関連づけて「四子」または「四子書」と呼んだ。その略称が「四書」である。朱熹は「四書」それぞれに注釈書を著した（『四書集注』、すなわち『大学章句』、『中庸章句』、『論語集注』、『孟子集注』の4作）。『礼記』のうち曾参の作とされた「大学」と子思の作とされた「中庸」を特に取り上げる立場は宋代以前でも韓愈など道統を重視する学者に見られ、北宋でも二程ら道学者が特にこれらを重視した。
元朝以降、官吏登用試験である科挙の科目とされたので、独自の地位を獲得して「四書五経」と併称されるまでに至った。

## 論孟学庸

### 大学
伝説上、孔子の弟子曾参（紀元前505年 - 紀元前434年）の作とされた。唐代の韓愈・李翺らの道統論によって持ち上げられ、北宋の二程は「大学は孔氏の遺書にして初学入徳の門」と称した。二程の思想を継承する南宋の朱熹は『大学』を『礼記』から取り出して、『論語』『孟子』に同列に扱って四書の一つとし、二程の意を汲んで、四書の最初に置いて儒学入門の書とした。儒家にとって必要な自己修養がいわゆる三綱領八条目の形で説かれているという。

### 中庸
『中庸』はもともと『礼記』中の1篇。『史記』孔子世家が「子思は「中庸」を作る」とすることから、孔子の孫の子思（紀元前483年 - 紀元前402年）の作とされる。唐代の韓愈・李翺らの道統論によって持ち上げられ、北宋の二程は「中庸は孔門伝収授心の法」と称した。二程の思想を継承する南宋の朱熹は『中庸』を『礼記』から取り出して、『論語』『孟子』に同列に扱って四書の一つとした。現在では秦代の儒者の手になるとするのが一般的である。

### 論語
『論語』は孔子と弟子たちの言行録である。孔子の弟子たちの手によって整理された。漢代には今文系統のテキストに「魯論」20篇「斉論」22篇があり、古文系統のテキストに「古論」21篇があったという。前漢末の張禹は「魯論」を中心に同じく今文の「斉論」と校合して作った「張侯論」を作り、さらに後漢末の鄭玄がこれを「古論」と校合して作ったのが現行の『論語』とされる。

### 孟子
『孟子』は孟子（約紀元前372年-紀元前289年）とその弟子たちの言行録。『漢書』芸文志以降、『孟子』は諸子略や子書、すなわち諸子百家の書に挙げられており、経書として扱われていなかった。孟子は長らく評価されない書物であったが、唐末・宋代の道統論によって取り上げられ、朱熹によって四書に『孟子』を入れられたことで現在のような経書としての権威を確立した。